# 유고슬라비아 민족해방을 위한 반파시스트 평의회
유고슬라비아 민족해방을 위한 반파시스트 평의회(세르보크로아트어: Antifašističko Vijeće Narodnog Oslobođenja Jugoslavije; AVNOJ)는 제2차 세계 대전 당시 유고슬라비아가 추축국에게 점령당했을 때 활동한 저항조직들의 정치적 포괄조직이다. 이후 유고슬라비아의 전시 숙고집회 역할을 하게 되었다. 1942년 11월 26일 설립되었고 유고슬라비아 파르티잔들이 장악한 지역을 행정 대상으로 했다.